# Argélia nos Jogos Olímpicos de Verão da Juventude de 2010
A Argélia participou dos Jogos Olímpicos de Verão da Juventude de 2010 em Cingapura. A delegação argelina foi formada por 21 altetas de 10 esportes.

## Atletismo
| Evento                            | Atleta           | Qualificação | Qualificação | Final         | Final        |
| Evento                            | Atleta           | Resultado    | Posição      | Resultado     | Posição      |
| --------------------------------- | ---------------- | ------------ | ------------ | ------------- | ------------ |
| 3000 m masculino                  | Amin Cheniti     | 8:54.43      | 17º          | 8:32.35       | 3º (Final B) |
| 2000 m com obstáculos masculino   | Bilal Tabti      | 5:56.21      | 5º           | 5:44.34       | 4º (Final A) |
| 2000 m com obstáculos feminino    | Nabila Madoui    | 7:29.32      | 14º          | 7:14.34       | 6º (Final B) |
| 400 m com barreiras masculino     | Sofiane Amour    | 54.79        | 15º (6º q2)  | 54.47         | 2º (Final C) |
| Marcha atlética masculina (10 km) | Tewfik Yesref    |              |              | 45:38.46      | 6º           |
| Marcha atlética feminina (5 km)   | Zouina Benamsili |              |              | Não completou | --           |

## Badminton
| Evento            | Atleta                    | Fase de grupos | Fase de grupos                         | Fase de grupos                           | Fase de grupos                        | Fase de grupos | Quartas-de-final | Semifinais  | Final       | Pos. final  |
| Evento            | Atleta                    | Grupo          | 1ª rodada                              | 2ª rodada                                | 3ª rodada                             | Pos.           | Quartas-de-final | Semifinais  | Final       | Pos. final  |
| ----------------- | ------------------------- | -------------- | -------------------------------------- | ---------------------------------------- | ------------------------------------- | -------------- | ---------------- | ----------- | ----------- | ----------- |
| Simples masculino | Mohamed Abderahim Belarbi | F              | NED Nick Fransman D 0-2 (14-12, 16-21) | EGY Mahmoud Elsayad D 0-2 (16-21, 20-21) | CHN Huang Yuxiang D 0-2 (9-21, 11-21) | 4º             | Não avançou      | Não avançou | Não avançou | Não avançou |

## Ginástica artística
| Evento                       | Atleta           | Qualificação | Qualificação | Final por aparelhos | Final por aparelhos | Final individual geral | Final individual geral | Final individual geral | Final individual geral | Final individual geral | Final individual geral | Final individual geral | Final individual geral | Final individual geral | Final individual geral |
| Evento                       | Atleta           | Result.      | Pos.         | Result.             | Pos.                | Barras assimétricas    | Trave                  | Solo                   | Salto                  | Cavalo com alças       | Argolas                | Barras paralelas       | Barra fixa             | Total                  | Pos.                   |
| ---------------------------- | ---------------- | ------------ | ------------ | ------------------- | ------------------- | ---------------------- | ---------------------- | ---------------------- | ---------------------- | ---------------------- | ---------------------- | ---------------------- | ---------------------- | ---------------------- | ---------------------- |
| Solo masculino               | Naimi Mechkour   | 12.850       | 30º          | Não avançou         | Não avançou         |                        |                        |                        |                        |                        |                        |                        |                        |                        |                        |
| Cavalo com alças masculino   | Naimi Mechkour   | 10.450       | 38º          | Não avançou         | Não avançou         |                        |                        |                        |                        |                        |                        |                        |                        |                        |                        |
| Argolas masculino            | Naimi Mechkour   | 11.250       | 39º          | Não avançou         | Não avançou         |                        |                        |                        |                        |                        |                        |                        |                        |                        |                        |
| Salto masculino              | Naimi Mechkour   | 14.700       | 34º          | Não avançou         | Não avançou         |                        |                        |                        |                        |                        |                        |                        |                        |                        |                        |
| Barras paralelas masculino   | Naimi Mechkour   | 11.100       | 38º          | Não avançou         | Não avançou         |                        |                        |                        |                        |                        |                        |                        |                        |                        |                        |
| Barra fixa masculino         | Naimi Mechkour   | 12.200       | 36º          | Não avançou         | Não avançou         |                        |                        |                        |                        |                        |                        |                        |                        |                        |                        |
| Individual geral masculino   | Naimi Mechkour   | 72.550       | 39º          |                     |                     |                        |                        | Não avançou            | Não avançou            | Não avançou            | Não avançou            | Não avançou            | Não avançou            | Não avançou            | Não avançou            |
| Salto feminino               | Nardjes Terkmane | 12.150       | 41º          | Não avançou         | Não avançou         |                        |                        |                        |                        |                        |                        |                        |                        |                        |                        |
| Barras assimétricas feminino | Nardjes Terkmane | Não competiu | Não competiu | Não avançou         | Não avançou         |                        |                        |                        |                        |                        |                        |                        |                        |                        |                        |
| Trave feminino               | Nardjes Terkmane | 11.250       | 37º          | Não avançou         | Não avançou         |                        |                        |                        |                        |                        |                        |                        |                        |                        |                        |
| Solo feminino                | Nardjes Terkmane | 10.850       | 36º          | Não avançou         | Não avançou         |                        |                        |                        |                        |                        |                        |                        |                        |                        |                        |
| Individual geral feminino    | Nardjes Terkmane | 34.250       | 42º          |                     |                     | Não avançou            | Não avançou            | Não avançou            | Não avançou            |                        |                        |                        |                        | Não avançou            | Não avançou            |

## Halterofilismo
| Evento              | Atleta              | Peso corporal (kg) | Arranque (kg) | Arranque (kg) | Arranque (kg) | Arranque (kg) | Arremesso (kg) | Arremesso (kg) | Arremesso (kg) | Arremesso (kg) | Total (kg) | Pos. final |
| Evento              | Atleta              | Peso corporal (kg) | 1             | 2             | 3             | Res.          | 1              | 2              | 3              | Res.           | Total (kg) | Pos. final |
| ------------------- | ------------------- | ------------------ | ------------- | ------------- | ------------- | ------------- | -------------- | -------------- | -------------- | -------------- | ---------- | ---------- |
| Até 69 kg masculino | Housseyn Fardjallah | 68,64              | 110           | 115           | 119           | 115           | 140            | 145            | 145            | 140            | 255        | 6º         |

## Hipismo
| Evento            | Atleta                                            | Cavalo        | Preliminares | Preliminares | Preliminares | Preliminares | Preliminares | Preliminares | Final       | Final       | Pos. final        |
| Evento            | Atleta                                            | Cavalo        | Rodada A     | Rodada A     | Rodada B     | Rodada B     | Rodada B     | Total A+B    | Penal.      | Tempo       | Pos. final        |
| Evento            | Atleta                                            | Cavalo        | Penal. salto | Pos.         | Penal. salto | Penal. tempo | Total B      | Total A+B    | Penal.      | Tempo       | Pos. final        |
| ----------------- | ------------------------------------------------- | ------------- | ------------ | ------------ | ------------ | ------------ | ------------ | ------------ | ----------- | ----------- | ----------------- |
| Saltos individual | Zakaria Hamici                                    | Aph Mr. Sheen | 4            | 10º          | 8            | 1            | 9            | 13           | Não avançou | Não avançou | 20º               |
| Saltos por equipe | Zakaria Hamici (como integrante da equipe África) | Aph Mr. Sheen | 4            | 1º           | 4            | 0            | 4            | 8            | 24          | 157.46      | Medalha de bronze |

## Judô
| Evento             | Atleta       | 1ª rodada    | 2ª rodada                    | 2ª rodada repescagem            | Final repescagem A | Disputa pelo bronze A | Pos. final |
| ------------------ | ------------ | ------------ | ---------------------------- | ------------------------------- | ------------------ | --------------------- | ---------- |
| Até 78 kg feminino | Sana Khelifi | Sem oponente | SLO Urska Potocnik D 000-001 | SRB Una Svetlana Tuba D 000-100 | Não avançou        | Não avançou           | --         |

| Evento         | Atleta                                         | 1ª rodada               | 2ª rodada   | Semifinais  | Final       | Pos. final |
| -------------- | ---------------------------------------------- | ----------------------- | ----------- | ----------- | ----------- | ---------- |
| Equipes mistas | Sana Khelifi (como integrante da equipe Paris) | ZZX Equipe Tóquio D 3-5 | Não avançou | Não avançou | Não avançou | 10º        |

## Lutas
| Evento                           | Atleta            | Preliminares                  | Preliminares                  | Preliminares              | Preliminares | Disputa do 5º lugar     | Pos. final |
| Evento                           | Atleta            | 1ª rodada                     | 2ª rodada                     | 3ª rodada                 | Pos.         | Oponente Resultado      | Pos. final |
| Evento                           | Atleta            | Oponente Resultado            | Oponente Resultado            | Oponente Resultado        | Pos.         | Oponente Resultado      | Pos. final |
| -------------------------------- | ----------------- | ----------------------------- | ----------------------------- | ------------------------- | ------------ | ----------------------- | ---------- |
| Greco-romana até 69 kg masculino | Abdelkrim Ouakali | IRI Yousef Ghaderian D 1-3    | SYR Ahmad Darwish V 4-0       | TUR Musa Gedik D 1-3      | 3º           | COL Carlos Valor V 3-1  | 5º         |
| Greco-romana até 50 kg masculino | Amine Boughazi    | NOR Pål Eirik Gundersen V 3-1 | KGZ Shadybek Sulaimanov D 0-3 | UZB Nurbek Hakkulov D 1-3 | 3º           | BLR Andrei Pikuza D 0-4 | 6º         |
| Livre até 63 kg masculino        | Mohamed Boudraa   | TJK Bakhodur Kadirov D 0-4    | USA Quinton Murphy D 0-4      | GBS Amadeus Pereira V 3-1 | 3º           | ECU Johnny Pilay D 0-3  | 5º[a]      |
| Livre até 52 kg feminino         | Sabrina Azzouz    | AZE Patimat Bagomedova D 0-4  | GUM Arianna Eustaquio V 3-0   | UZB Nilufar Gadaeva D 0-4 | 3º           | COL Sayury Canon D 0-4  | 6º         |

↑  Boudraa herdou a quinta posição por causa da desclassificação do equatoriano Johnny Pilay por doping.

## Natação
| Evento                | Atleta           | Qualificação | Qualificação | Semifinais  | Semifinais   | Final       | Final       |
| Evento                | Atleta           | Resultado    | Posição      | Resultado   | Posição      | Resultado   | Posição     |
| --------------------- | ---------------- | ------------ | ------------ | ----------- | ------------ | ----------- | ----------- |
| 50 m livre feminino   | Amel Melih       | 28.23        | 32º (3º q5)  | Não avançou | Não avançou  | Não avançou | Não avançou |
| 50 m costas feminino  | Amel Melih       | 31.75        | 16º (6º q1)  | 31.82       | 16º (8º sf1) | Não avançou | Não avançou |
| 50 m livre masculino  | Oussama Sahnoune | 23.90        | 15º (3º q5)  | 23.95       | 15º (8º sf1) | Não avançou | Não avançou |
| 100 m livre masculino | Oussama Sahnoune | 52.54        | 26º (2º q3)  | Não avançou | Não avançou  | Não avançou | Não avançou |

## Tênis de mesa
| Evento           | Atleta     | Preliminares | Preliminares | Preliminares | 2ª fase consolação | 2ª fase consolação | 2ª fase consolação | Pos. final |
| Evento           | Atleta     | Grupo        | Confrontos | Pos.         | Grupo              | Confrontos | Pos.               | Pos. final |
| ---------------- | ---------- | ------------ | --- | ------------ | ------------------ | --- | ------------------ | ---------- |
| Simples feminino | Islem Laid | C            | POR Maria Xiao D 0-3 (5-11, 7-11, 7-11) HUN Mercedes Nagyvaradi D 0-3 (5-11, 11-13, 1-11) THA Suthasini Sawettabut D 0-3 (5-11, 3-11, 1-11) | 4º           | HH                 | GBR Alice Loveridge D 0-3 (8-11, 8-11, 10-12) SMR Letizia Giardi D WO PUR Carelyn Cordero V 3-2 (11-7, 5-11, 9-11, 11-8, 11-9) | 4º                 | --         |

| Evento         | Atleta                                          | 1ª fase | 1ª fase                                                                                                  | 1ª fase | Torneio de consolação          | Torneio de consolação | Pos. final |
| Evento         | Atleta                                          | Grupo   | Confrontos                                                                                               | Pos.    | 1ª rodada                      | 2ª rodada             | Pos. final |
| -------------- | ----------------------------------------------- | ------- | --- | ------- | ------------------------------ | --------------------- | ---------- |
| Equipes mistas | Islem Laid e NGR Ojo Onaolapo (Equipe África 1) | H       | EGY Egito D 1-2 (0-3, 2-3, 3-0) Cingapura D 1-2 (0-3, 3-1, 0-3) Intercontinental 2 D 1-2 (0-3, 3-0, 0-3) | 4º      | Pan-América 1 D 0-2 (0-3, 0-3) | Não avançou           | 25º        |

## Vela
| Evento               | Atleta                      | Regata | Regata | Regata | Regata | Regata | Regata | Regata | Regata | Regata | Regata | Regata | Regata | Total | Posição |
| Evento               | Atleta                      | 1      | 2      | 3      | 4      | 5      | 6      | 7      | 8      | 9      | 10     | 11     | M      | Total | Posição |
| -------------------- | --------------------------- | ------ | ------ | ------ | ------ | ------ | ------ | ------ | ------ | ------ | ------ | ------ | ------ | ----- | ------- |
| Byte CII feminino    | Lamia Feriel Hammiche       | 28     | 28     | 28     | 19     | 29     | 28     | 30     | 29     | 24     | 29     | 29     | 27     | 269   | 29º     |
| Techno 293 masculino | Omar Noureddine Bouabdallah | 16     | 14     | 17     | DNF    | RAF    | 8      | 12     | OCS    | 11     | 19     |        | 14     | 155   | 17º     |

Notas:
- M - Regata da Medalha
- OCS – On the Course Side of the starting line
- DSQ – Disqualified (Desclassificado)
- DNF – Did Not Finish (Não completou)
- DNS – Did Not Start (Não largou)
- BFD – Black Flag Disqualification (Desclassificado por bandeira preta)
- RAF – Retired after Finishing (Retirou-se após completar a prova)